# Роберт Бојл
Роберт Бојл (енгл. Robert Boyle; Лизмоур, 25. јануар 1627 — Лондон, 30. децембар 1691) је био ирски физичар и хемичар. Иако његова истраживања и лична филозофија имају корене у алхемичарској традицији, данас је признат као први модерни хемичар, а његова књига The Sceptical Chemist се сматра утемељењем модерне хемије.
Бојл је изводио експерименте са ваздухом, вакуумом, дисањем и сагоревањем. Да је притисак гаса обрнуто сразмеран запремини приметио је 1662. године. Та веза се данас зове Бојл-Мариотов закон. Између осталог, бавио се и киселинама и базама, кристалографијом, густинама и преламањем. Бојл је основао Краљевско друштво, Енглеску академију наука.

## Биографија

### Ране године
Бојл је рођен у замку Лизмор, у округу Вотерфорд, у Ирској, као седми син и четрнаесто дете првог грофа од Корка (Великог грофа од Корка) и Катрин Фентон. Лорд Корк, тада познат једноставно као Ричард Бојл, стигао је у Даблин из Енглеске 1588. за време Тјудорских плантажа у Ирској и добио именовање као заменик ешеатора. Стекао је огромно богатство и поседе до времена када је Роберт рођен, и постао је гроф од Корка у октобру 1620. Катрин Фентон, грофица од Корка, била је ћерка сер Џефрија Фентона, бившег државног секретара за Ирску, који је рођен у Даблину 1539. и Алис Вестон, ћерке Роберта Вестона, која је рођена у Лизмору 1541. године.
Као дете, Бојла је одгајала дојиља, као и његову старију браћу. Бојл је похађао приватну наставу латинског, грчког и француског језика, а када је имао осам година, након смрти мајке, он и његов брат Френсис су послати на Итон колеџ у Енглеској. Пријатељ његовог оца, сер Хенри Вотон, тада је био проректор колеџа.
Током тог времена, његов отац је ангажовао приватног учитеља, Роберта Карева, који је знао ирски, да делује као приватни учитељ његовим синовима у Итону. Међутим, „само господин Роберт то понекад пожели [ирски] и мало је ушао у то“, али упркос „многим разлозима“ које је Карев навео да скрену пажњу на то, „они практикују француски и латински, али немају наклоности према ирском“. Након што је провео више од три године у Итону, Роберт је отпутовао у иностранство са учитељем француског. Посетили су Италију 1641. и остали у Фиренци током зиме те године проучавајући „парадоксе великог посматрача звезда“ Галилеа Галилеја, који је био стар, али је још увек живео 1641. године.

### Средње године
Роберт се вратио у Енглеску из континенталне Европе средином 1644. са великим интересовањем за научна истраживања. Његов отац, лорд Корк, умро је претходне године и оставио му је имање Сталбриџ у Дорсету, као и значајна имања у округу Лимерик у Ирској које је стекао. Роберт је тада успоставио своју резиденцију у Сталбриџ кући, између 1644. и 1652. године, и опремио лабораторију у којој је извео многе експерименте. Од тог времена Роберт је свој живот посветио научним истраживањима и убрзо заузео истакнуто место у групи истраживача, познатих као „Невидљиви колеџ“, који су се посветили неговању „нове филозофије“. Често су се састајали у Лондону, обично на Грешам колеџу, а неки од чланова су имали састанке и на Оксфорду.
Након што је неколико пута посетио своја ирска имања почевши од 1647, Роберт се преселио у Ирску 1652, али је постао фрустриран због своје немогућности да напредује у свом хемијском раду. У једном писму, он је описао Ирску као „варварску земљу у којој су хемијски духови били толико погрешно схваћени, а хемијски инструменти тако недоступни да је било тешко имати било какве херметичке мисли у њој“.
Године 1654, Бојл је напустио Ирску и отишао у Оксфорд да би се успешније бавио својим радом. Натпис се може наћи на зиду Универзитетског колеџа у Оксфорду, Хај стрит у Оксфорду (сада локација Шелијевог споменика), који означава место где је Крос Хол стајао до почетка 19. века. Овде је Бојл изнајмио собе од богатог апотекара који је поседовао Хол.
Читајући 1657. о ваздушној пумпи Ота фон Герика, он се, уз помоћ Роберта Хука, заложио да осмисли побољшања у њеној конструкцији, и као резултат, „Бојлова машина“ или „пнеуматски мотор“, завршен је 1659, након чега је почео са низом експеримената о својствима ваздуха и сковао термин фактички ваздух. Извештај о Бојловом раду са ваздушном пумпом објављен је 1660. године под насловом Нови физичко-механички експерименти, додиривање извора ваздуха и његови ефекти.
Међу критичарима ставова изнетих у овој књизи био је и језуита, Франсис Лајн (1595–1675), а Бојл је, одговарајући на његове примедбе, први пут поменуо закон по коме запремина гаса варира инверзно притиску гаса, који се у данашње време на енгледком говорном подручју обично назива Бојлов закон по његовом имену. Особа која је првобитно формулисала хипотезу био је Хенри Пауер 1661. Бојл је 1662. укључио референцу на Пауеров рад, али га је грешком приписао Ричарду Таунлију. У континенталној Европи ова хипотеза се понекад приписује Едмеу Мариоту, иако ју је он објавио тек 1676. и вероватно је био свестан Бојловог рада у то време.
Године 1663, Невидљиви колеџ је постао Лондонско краљевско друштво за унапређење природног знања, а повеља о оснивању коју је издао Чарлс II од Енглеске именовала је Бојла за члана савета. Године 1680. изабран је за председника друштва, али је одбио ту почаст због скрупула око заклетве.
Направио је „листу жеља“ од 24 могућа проналаска који су укључивали „продужење живота“, „уметност летења“, „вечну светлост“, „прављење оклопа лаким и изузетно чврстим“, „брод за пловидбу са свим ветровима, и брод који не може потонути“, „практичан и сигуран начин проналажења географске дужине“, „моћни лекови за промену или уздизање маште, буђења, памћења и других функција и ублажавање бола, обезбеђивање невиног сна, безазлених снова, итд.“. Сви осим неколицине од 24 су се остварили.

## Важни радови
У наставку су нека од важнијих његових дела:
- 1660 – New Experiments Physico-Mechanical: Touching the Spring of the Air and their Effects
- 1661 – The Sceptical Chymist
- 1662 – Whereunto is Added a Defence of the Authors Explication of the Experiments, Against the Obiections of Franciscus Linus and Thomas Hobbes (a book-length addendum to the second edition of New Experiments Physico-Mechanical)
- 1663 – Considerations touching the Usefulness of Experimental Natural Philosophy (после тога је следио други део 1671. године)
- 1664 – Experiments and Considerations Touching Colours, with Observations on a Diamond that Shines in the Dark
- 1665 – New Experiments and Observations upon Cold
- 1666 – Hydrostatical Paradoxes[18]
- 1666 – Origin of Forms and Qualities according to the Corpuscular Philosophy. (Наставак његовог рада на извору ваздуха показао је да смањење притиска околине може довести до стварања мехурића у живом ткиву. Овај опис випера у вакууму био је први забележени опис декомпресијске болести)[19]
- 1669 – A Continuation of New Experiments Physico-mechanical, Touching the Spring and Weight of the Air, and Their Effects
- 1670 – Tracts about the Cosmical Qualities of Things, the Temperature of the Subterraneal and Submarine Regions, the Bottom of the Sea, &tc. with an Introduction to the History of Particular Qualities
- 1672 – Origin and Virtues of Gems
- 1673 – Essays of the Strange Subtilty, Great Efficacy, Determinate Nature of Effluviums
- 1674 – Two volumes of tracts on the Saltiness of the Sea, Suspicions about the Hidden Realities of the Air, Cold, Celestial Magnets
- 1674 – Animadversions upon Mr. Hobbes's Problemata de Vacuo
- 1676 – Experiments and Notes about the Mechanical Origin or Production of Particular Qualities, including some notes on electricity and magnetism
- 1678 – Observations upon an artificial Substance that Shines without any Preceding Illustration
- 1680 – The Aerial Noctiluca
- 1682 – New Experiments and Observations upon the Icy Noctiluca (даљи наставак његовог рада у етру)
- 1684 – Memoirs for the Natural History of the Human Blood
- 1685 – Short Memoirs for the Natural Experimental History of Mineral Waters
- 1686 – A Free Enquiry into the Vulgarly Received Notion of Nature
- 1690 – Medicina Hydrostatica
- 1691 – Experimenta et Observationes Physicae

Међу његовим религиозним и филозофским списима били су::
- 1648/1660 – Seraphic Love, написанo 1648, али објављенo тек 1660. године
- 1663 – Some Considerations Touching the Style of the H[oly] Scriptures
- 1664 – Excellence of Theology compared with Natural Philosophy
- 1665 – Occasional Reflections upon Several Subjects, which was ridiculed by Swift in Meditation Upon a Broomstick, and by Butler in An Occasional Reflection on Dr Charlton's Feeling a Dog's Pulse at Gresham College
- 1675 – Some Considerations about the Reconcileableness of Reason and Religion, with a Discourse about the Possibility of the Resurrection
- 1687 – The Martyrdom of Theodora, and of Didymus
- 1690 – The Christian Virtuoso

- Копија из 1665. „Нових експеримената и запажања на хладноћи”
- Копија из 1661. Бојловог дела „Одређени физиолошки есеји, написани у далеким временима и у неколико прилика“
- Прва страница „Одређених физиолошких есеја, писаних у далеким временима и у неколико наврата“ (1661)
- Издање из 1725. рада „Филозофска дела часног Роберта Бојла“, свеске 1-3
- Прва страница издања из 1725. „Филозофски радови часног Роберта Бојла“, томови 1-3